# TERA

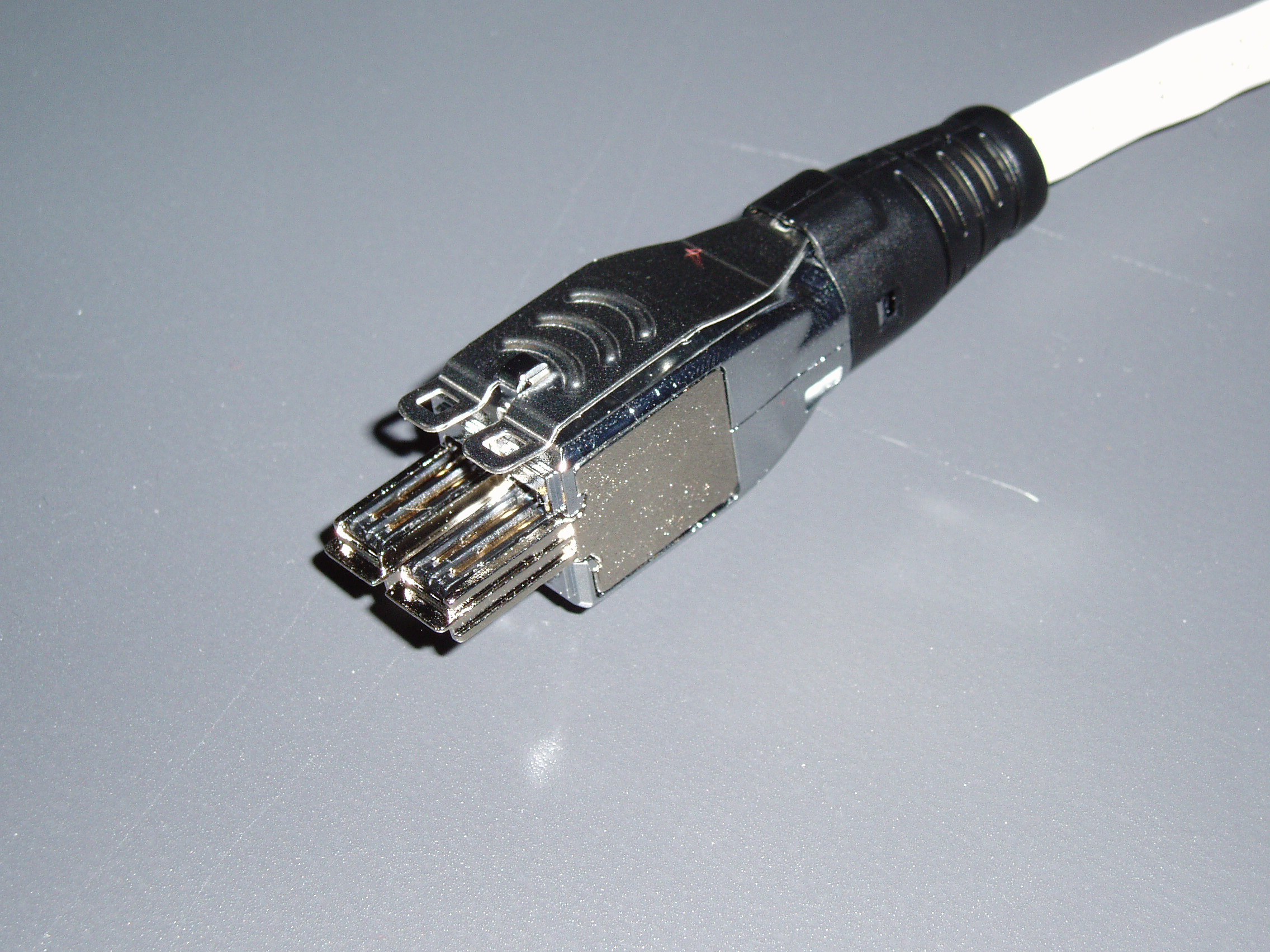
TERA-Stecker

TERA ist das einzige in der Norm EN50173 standardisierte, vollständig geschirmte Steckverbindungssystem für S/FTP-Datenkabel der Kategorie 7 und Kategorie 7a, das nicht dem RJ-45-Standard IEC-60603 entspricht. Es ist als ein-, zwei- und vierpaarige Variante erhältlich. In der neuesten Version unterstützt dieses Stecksystem eine Bandbreite von mehr als 1,2 GHz und Übertragungsgeschwindigkeiten von mehr als 10 Gbit/s.
Entwickelt und patentiert wurde es von der Siemon Company. 2003 wurde es von der IEC standardisiert. 
Parallel zum TERA gibt es mit GG45 ein Cat-7-System, dessen Buchsen (nicht aber die Stecker!) zu RJ-45 abwärtskompatibel sind. Es ist standardisiert unter IEC-60603-7-7 (Cat-7), respektive IEC-60603-7-71 (Cat-7A), IEEE 11801:2002, Amendment 2 2008.

## Multimedia über Twisted Pair
Ein wesentlicher Vorteil des Cat7a-Systems „Tera“ beruht auf dem Prinzip der paarweisen durchgängigen Abschirmung der einzelnen Paare in Form eines Kammersystemes. Die Weiterführung der Schirmung bis auf Paarebene ermöglicht somit ein komplett durchgängig und einzelgeschirmtes System in Verbindung mit (S)F/FTP-Twisted-Pair-Kabeln.
Bedingt durch das Kammerkonzept ist es möglich, bis zu vier Datendienste, wie zum Beispiel analoge Telefonie der Klasse C oder zwei Datendienste der Klasse D, wie zum Beispiel 100BASE-TX gleichzeitig mit nur einem Kabel und einer Anschlussbuchse zu nutzen. Die paarweise Abschirmung erlaubt es weiterhin, bei reduziertem Übersprechen, unterschiedliche Dienste parallel in einem Anschlussmodul zu nutzen. Die allgemeine Bezeichnung für diese Technik lautet Cablesharing.
Weiterhin bietet der Tera die Option, analoge CATV-Dienste über Twisted-Pair-Verkabelung mit Übertragungsfrequenzen bis 862 MHz dämpfungsarm über die strukturierte Verkabelung zu übertragen.

## Leistungsfähigkeit
Der Tera erfüllt die hohen Anforderungen nach Klasse FA und schließt damit sämtliche niedrigeren Klassen wie die neu eingeführte Klasse EA automatisch mit ein. 10-Gigabit-Ethernet-Übertragungen nach 10GBASE-T sowie die theoretische Machbarkeit von 40 Gigabit-Ethernet über den Tera sind somit sicher. Bei Übertragungen ab 1 GHz hat sowohl das ACR als auch das NEXT genügend Reserven für hochbandbreitige Applikationen. Entwurfsbedingt als geschirmtes System spielt Fremdübersprechen zwischen benachbarten Ports und Kabeln, keine Rolle und braucht, wie in der Verkabelungsnorm beschrieben, nicht zusätzlich per Messung nachgewiesen zu werden.

## Wirtschaftlichkeit
Tera als Systemlösung erlaubt, je nach Applikation und Nutzung, die Einsparung von bis zu 50 Prozent der zur Übertragung benötigten Komponenten wie Verlegkabel, Anschlusskabel, Dosen und Verteilerfelder.
Durch die Mehrfachnutzung eines Ports können sich die Systemkosten gegenüber klassischer Verkabelung um bis zu 30 Prozent, abhängig von den genutzten Diensten, reduzieren.
Dies trifft primär für die Nutzung von 10 oder 100 MBit sowie analoger Telefonapplikationen zu. Ab Gigabit-Ethernet, hier wird eine achtadrige Kontaktierung benötigt, trifft dies nicht mehr zu. Anwender, die strukturiert verkabeln und statt VoIP klassische Telefonanlagen nutzen, können jedoch ihre Gesamtsystemkosten auf der Verkabelungsseite durch den Tera positiv beeinflussen.
Durch die theoretische Reduzierung der tatsächlich benötigten Kabelmengen und Anschlusseinheiten können Subsystemkosten wie Kabelpritschen, -kanäle etc. in der Regel ebenfalls kleiner dimensionieren.
Weiterhin bietet das Tera-System dem Anwender zusätzliche Sicherheit und Zuverlässigkeit im Betrieb. Dies begründet sich in der Tatsache, dass eine Mischung mit Patchkabeln unterschiedlicher Güte, wie es oftmals bei RJ45-Patchkabeln zu besichtigen ist, nicht möglich ist und stattdessen nur die dem System zugehörigen Patchkabel eingesetzt werden können.